# Domenico Acerenza
Domenico Acerenza (* 19. Januar 1995 in Potenza) ist ein italienischer Schwimmer, der auf den langen Freistildistanzen und im Freiwasserschwimmen erfolgreich ist. Er gewann bis 2024 bei Weltmeisterschaften einmal Gold, dreimal Silber und dreimal Bronze und bei Europameisterschaften dreimal Gold, einmal Silber und einmal Bronze.

## Sportliche Karriere
Domenico Acerenza schwimmt für Fiamme Oro, das Sportteam der Polizia di Stato.
Acerenza belegte bei der Universiade 2017 in Taipeh den achten Platz über 1500 Meter Freistil. Ende 2017 schwamm er die zehntbeste Vorlaufzeit über 1500 Meter Freistil bei den Kurzbahneuropameisterschaften in Kopenhagen.
2017 und 2018 gewann Acerenza mehrere italienische Meistertitel über 400 Meter und 1500 Meter Freistil. Bei den Mittelmeerspielen 2018 in Tarragona belegte Acerenza sowohl über 400 Meter Freistil als auch über 1500 Meter Freistil den zweiten Platz jeweils hinter seinem Landsmann Gregorio Paltrinieri, wobei Acerenza über 400 Meter Freistil nur eine Hundertstelsekunde vor dem drittplatzierten Ägypter Marwan Elkamash anschlug. Anderthalb Monate später bei den Europameisterschaften in Glasgow wurde er Sechster über 800 Meter Freistil und Vierter über 1500 Meter Freistil.
2019 bei den Weltmeisterschaften in Gwangju belegte Acerenza den fünften Platz über 5 Kilometer. Im Mixed-Team-Wettbewerb erreichten drei Staffeln nahezu gleichzeitig das Ziel, das deutsche Team gewann vor Rachele Bruni, Giulia Gabbrielleschi, Domenico Acerenza und Gregorio Paltrinieri sowie dem Quartett aus den Vereinigten Staaten. Acerenza trat auch im Becken an und belegte den sechsten Platz über 1500 Meter Freistil. Ende 2019 wurde Acerenza über 1500 Meter Freistil Achter bei den Kurzbahneuropameisterschaften in Glasgow.
Im Mai 2021 bei den Europameisterschaften in Budapest siegte das italienische Mixed-Team mit Bruni, Gabbrielleschi, Acerenza und Paltrinieri mit neun Sekunden Vorsprung vor den zweitplatzierten Deutschen. Im Beckenschwimmen über 1500 Meter Freistil gewann Acerenza die Bronzemedaille hinter dem Ukrainer Mychajlo Romantschuk und Paltrinieri. Bei den Olympischen Spielen in Tokio trat Acerenza nur über 1500 Meter an. Als Neuntschnellster der Vorläufe verfehlte er die Finalteilnahme um eine Sekunde. Bei den Kurzbahneuropameisterschaften 2021 belegte Acerenza den siebten Platz über 1500 Meter. Im Dezember startete er auch bei den Kurzbahnweltmeisterschaften 2021 und wurde Fünfter über 1500 Meter.
Bei den Weltmeisterschaften in Budapest erschwamm die Mixed-Staffel mit Ginevra Taddeucci, Giulia Gabbrielleschi, Domenico Acerenza und Gregorio Paltrinieri Bronze hinter den Deutschen und den Ungarn. Im Einzelwettbewerb wurde Acerenza Vierter über fünf Kilometer und hinter Paltrinieri Zweiter über zehn Kilometer. Zwei Monate später bei den Europameisterschaften in Rom wurde Acerenza im Becken Vierter über 1500 Meter Freistil. Im Freiwasser wurde er hinter Paltrinieri Zweiter über fünf Kilometer. Das Rennen über zehn Kilometer gewann Acerenza. Die Mixed-Staffel mit Rachele Bruni, Ginevra Taddeucci, Gregorio Paltrinieri und Domenico Acerenza siegte vor den Ungarn.
2023 bei den Weltmeisterschaften in Fukuoka wurde Acerenza im Freiwasser Vierter über zehn Kilometer und Dritter über fünf Kilometer. Die Staffel mit Barbara Pozzobon, Ginevra Taddeucci, Domenico Acerenza und Gregorio Paltrinieri siegte vor den Ungarn.
Im Februar 2024 bei den Weltmeisterschaften in Doha wurde Acerenza Dritter über fünf Kilometer und Siebter über zehn Kilometer. Die Staffel mit Giulia Gabbrielleschi, Arianna Bridi, Gregorio Paltrinieri und Domenico Acerenza wurde Zweite hinter dem australischen Quartett. Im Juni 2024 bei den Europameisterschaften in Belgrad wurde Acerenza über 10 Kilometer Vierter hinter dem Ungarn Dávid Betlehem, wobei für beide die gleiche Zeit angegeben wurde. Einen Monat nach den Europameisterschaften fanden die Olympischen Spiele in Paris statt. Den Wettbewerb über 10 Kilometer Freiwasser gewann der Ungar Kristóf Rasovszky vor dem Deutschen Oliver Klemet. 14 Sekunden hinter Klemet erreichte Betlehem das Ziel mit 0,6 Sekunden Vorsprung vor dem viertplatzierten Acerenza.